# Desjat' negritjat
Desjat' negritjat (cirillico: Десять негритят) è un film del 1987 diretto da Stanislav Govoruchin e tratto dal romanzo di Agatha Christie Dieci piccoli indiani.

## Trama
Dieci persone sconosciute, di differenti classi sociali, sono invitate a soggiornare su un'elegante casa in un'isola del Devonshire, in Inghilterra. La morfologia brulla e le scogliere che cadono a picco sul mare rendono il luogo molto tetro. Non appena gli ospiti si siedono per consumare la cena, il maggiordomo, seguendo gli ordini che il padrone gli mandava per posta, inserisce in un grammofono un disco che accusa tutti, domestici compresi, di essere degli assassini. Sconcertati dal fatto, i dieci ospiti sospettano che il misterioso signor Owen, l'uomo che li ha invitati, sia un personaggio inventato. Poco dopo, però, il giovane Antony Marston muore avvelenato sotto gli occhi dei presenti. Quando anche la domestica Ethel muore misteriosamente nel sonno, tutti pensano che il signor Owen sia un assassino nascosto sull'isola. Le infruttuose ricerche e l'omicidio del generale Macarthur portano i presenti a credere che il criminale sia uno di loro. Nei giorni seguenti, anche il maggiordomo Thomas e la puritana Emily Brent vengono uccisi, secondo la falsariga di una filastrocca appesa in tutte le camere dei rimasti, nel frattempo tormentati incessantemente dai ricordi dei loro rispettivi omicidi.
Nell'ultima notte, anche il giudice Wargrave viene assassinato con un colpo di pistola. Mentre gli ultimi quattro tutti dormono nelle loro stanze, il dottor Armstrong scappa inspiegabilmente dalla casa. Convinti che il dottore sia l'assassino, la giovane Vera Claythorne, il signor Blore e Philip Lombard - quest'ultimo in possesso di una rivoltella - cercano di restare assieme. Tuttavia, dopo che anche il signor Blore è finito nella trappola dell'assassino rimanendo ucciso, Vera e Philip trovano il cadavere del dottor Armstrong. I due si rendono conto di essere i soli ancora vivi sull'isola: la ragazza sottrae astutamente la pistola a Lombard e, credendolo l'assassino, gli spara. Credendosi finalmente salva, Vera si chiude nella sua camera, dove però trova un cappio appeso al soffitto: dopo alcuni malinconici ricordi del suo passato, come l'omicidio del bambino di cui era stata accusata, si uccide impiccandosi. Subito dopo la sua impiccagione qualcuno apre la porta della stanza: si tratta del giudice Wargrave, l'assassino, che dopo aver rivelato i dettagli del suo piano che prevedeva la morte di assassini impuniti e il modo in cui si era finto morto aiutato dal dottor Armstrong, si uccide sparandosi in testa.